# Колотыгин, Василий Фёдорович
Васи́лий Фёдорович Колоты́гин (23 февраля 1918, Витьюм, Яранский уезд, Вятская губерния, РСФСР ― 3 августа 1985, Кущёвская, Кущёвский район, Краснодарский край, РСФСР, СССР) ― командир отделения 91 отдельной гвардейской роты связи 60-й гвардейской стрелковой дивизии 3 гвардейской армии, гвардии старший сержант. Участник Великой Отечественной войны (1941―1945). Кавалер орденов Славы и Отечественной войны (дважды). Член ВКП(б) с 1943 года.

## Биография
Родился 23 февраля 1918 года в деревне Витьюм ныне Санчурского района Кировской области в крестьянской семье.
В 1938 году призван в РККА: участник походов в Западную Украину, Западную Белоруссию, Бессарабию.
Участник Великой Отечественной войны с 1941 года: телефонист 91 отдельного гвардейского батальона связи, с 1943 года ― командир отделения 91 отдельной гвардейской роты связи 60-й гвардейской стрелковой дивизии 3 гвардейской армии, гвардии старший сержант. В 1943 году вступил в ВКП(б). Особо отличился в боях за Днепр, Вислу и Берлин. Был дважды ранен. Демобилизовался из армии в 1946 году. Награждён орденами Славы III степени, Отечественной войны II и I степени, Красной Звезды и медалями, в том числе медалью «За боевые заслуги».
До и после войны ― в п. Дубовский Горномарийского района Марийской АССР: кочегар, помощник машиниста, машинист паровоза; ударник труда. Награждён орденом Октябрьской Революции и медалями.
Скончался 3 августа 1985 года в станице Кущёвской Краснодарского края.

## Награды
- Орден Октябрьской Революции (1971)[2]
- Орден Славы III степени (27.01.1945)[3]
- Орден Отечественной войны I степени (06.04.1985)[4]
- Орден Отечественной войны II степени (05.05.1945)[3]
- Орден Красной Звезды (02.11.1943)[3]
- Медаль «За оборону Сталинграда» (22.12.1942)[3]
- Медаль «За оборону Одессы» (22.12.1942)[3]
- Медаль «За взятие Берлина» (09.06.1945)[3]
- Медаль «За победу над Германией в Великой Отечественной войне 1941—1945 гг.» (09.05.1945)[3]
- Медаль «За освобождение Варшавы»[3]
- Медаль «За доблестный труд. В ознаменование 100-летия со дня рождения Владимира Ильича Ленина» (1970)[3]